# 710
Năm 710 là một năm trong lịch Julius.